# Міжколія

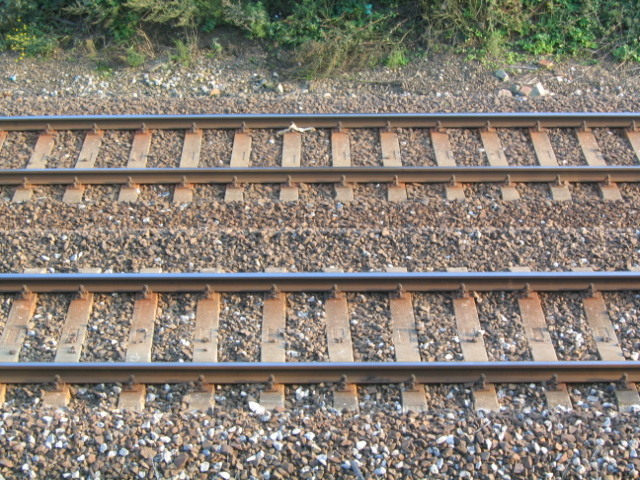
.

Міжко́лія — залізничний термін, відстань між осями двох суміжних колій.
Правилами технічної експлуатації (ПТЕ) встановлено такі величини міжколій:
- На перегонах — 4100 мм, якщо колій більше ніж дві, то між другою і третьою — 5000 мм (для залізничників, що працюють при проході зустрічних поїздів, інструментів тощо);
- На станціях — 4800 мм (мінімум), в залежності від призначення колій і умов проектування.